# Влатковаць
45°21′ пн. ш. 18°04′ сх. д. / 45.35° пн. ш. 18.07° сх. д.
Влатковаць (хорв. Vlatkovac) — населений пункт у Хорватії, у Пожезько-Славонській жупанії у складі громади Чаглин.

## Населення
Населення за даними перепису 2011 року становило 85 осіб.
Динаміка чисельності населення поселення:

## Клімат
Середня річна температура становить 10,77 °C, середня максимальна – 25,03 °C, а середня мінімальна – -6,20 °C. Середня річна кількість опадів – 767 мм.
| Клімат поселення                              | Клімат поселення | Клімат поселення | Клімат поселення | Клімат поселення | Клімат поселення | Клімат поселення | Клімат поселення | Клімат поселення | Клімат поселення | Клімат поселення | Клімат поселення | Клімат поселення | Клімат поселення |
| Показник                                      | Січ.             | Лют.             | Бер.             | Квіт.            | Трав.            | Черв.            | Лип.             | Серп.            | Вер.             | Жовт.            | Лист.            | Груд.            |                  |
| Середній максимум, °C                         | 6,10             | 8,15             | 12,58            | 17,02            | 22,01            | 25,03            | 24,92            | 24,44            | 20,40            | 15,14            | 9,32             | 5,40             |                  |
| Середня температура, °C                       | −0,06            | 2,01             | 6,43             | 10,88            | 15,87            | 18,89            | 20,85            | 20,37            | 16,33            | 11,06            | 5,24             | 1,33             |                  |
| Середній мінімум, °C                          | −6,2             | −4,13            | 0,29             | 4,73             | 9,73             | 12,74            | 16,76            | 16,29            | 12,26            | 6,99             | 1,16             | −2,75            |                  |
| Норма опадів, мм                              | 48               | 48               | 47               | 58               | 72               | 98               | 68               | 65               | 55               | 68               | 77               | 63               |                  |
| Середньомісячна швидкість вітру, м/с          | 2.07             | 2.31             | 2.60             | 2.51             | 2.22             | 2.08             | 2.00             | 1.88             | 1.87             | 1.93             | 2.05             | 2.12             |                  |
| Середньомісячна сонячна радіація, кДж/м²·день | 4275             | 7007             | 10828            | 15218            | 19071            | 21120            | 22135            | 20210            | 14937            | 9271             | 4912             | 3621             |                  |
| --------------------------------------------- | ---------------- | ---------------- | ---------------- | ---------------- | ---------------- | ---------------- | ---------------- | ---------------- | ---------------- | ---------------- | ---------------- | ---------------- | ---------------- |
| Джерело:                                      |                  |                  |                  |                  |                  |                  |                  |                  |                  |                  |                  |                  |                  |